# Мбуйи, Сальва
Сальва Мбуйи Банза (англ. Salva Mbuyi Banza; род. 4 апреля 1993, Лубумбаши) — волейболист из ДР Конго, диагональный нападающий.

## Биография
Сальва Мбуйи родился 4 апреля 1993 года в городе Лубумбаши в ДР Конго.
Играл в волейбол на позиции диагонального нападающего за «Эспуар» из Киншасы и марокканские ЮСТВБ и «Таза».
В 2010 году участвовал в юношеских летних Олимпийских играх в Сингапуре, где сборная ДР Конго заняла последнее, 6-е место.
В составе сборной ДР Конго дважды участвовал в чемпионатах Африки — в 2019 году в Тунисе и в 2021 году в Кигали. На обоих турнирах конголезцы заняли 8-е место.